# دنكلة

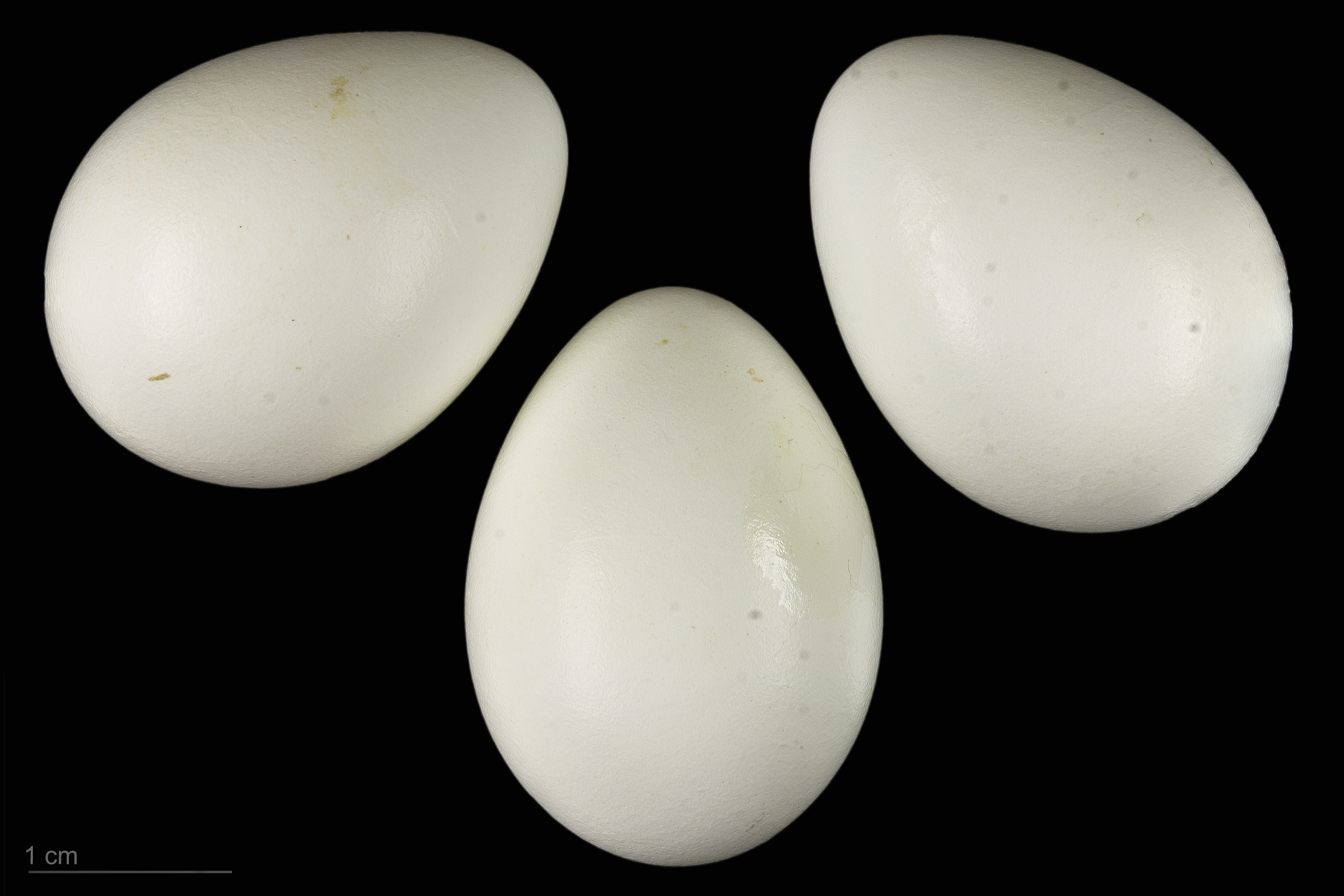
بيض الدنكلة

الغطاس الأبيض الحنجرة أو دنقلة أو دنكلة أو جنقلة (Cinclus cinclus) أو الدنكلة المعروف أيضا باسم الغطاس الأوروبي أو مجرد الطيور المائية الغطاسة من الطيور الجواثم، وجدت في معظم أوروبا وشمال أفريقيا. وهو نوع فرعي من عدة أنواع، تقوم أساسا على اختلافات اللون، ولا سيما من لون الفرقة الصدرية.

## الوصف
- الدنكلة لونها الطبيعي هو البني والأسود القاتم،قوائمها رمادية مزكرشة بالأسود. والأجنحة والذيل بنيان أما الصدر والحلق والجزء العلوي فهو أبيض، تليها مجموعة من كستناء الذي يندمج على البطن والأجنحة. ويصل طولها إلى 18 سم.

## السلوك
- يرتبط الدنكلة أساسا بالمياه والمجاري المائية والأنهار والجداول،اكتسب اسمه من هذه الانخفاضات المفاجئة، وليس من العادة في الغوص، على الرغم من أنه يفضل المشي في الماء.يطير بسرعة، واجنحته قصيرة تقوم بالطنين بسرعة ودون توقف أو بدون انزلاقات ويشبه صوتها إلى زيل حادة، زيل، زيل. وسيكون ذلك إما إسقاط على الماء والغوص.
- عندما يجثم على الأرض يسير نحو الماء،ويغرق عمدا ولكن ليس هناك حقيقة في التأكيد على أنه يمكنه أن يتحدى قوانين الجاذبية المحددة والمشي على طول النهر،مما يؤكد انه يدخل الماء من أجل السيطرة على قدميها القوية ولكن طريقة التقدم تحت السطح هي السباحة، وذلك باستخدام أجنحة الطيران بشكل فعال تحت الماء. انها تحمل نفسها بمجهود عضلي، مسارها تحت السطح وتكشف كثير من الأحيان عن طريق خط فقاعات مرتفعة عن الماء.
- وهذه الطريقة تمنحه الغذاء الرئيسي ألا وهو اللافقاريات المائية بما فيها الديدان أو يرقات الحشرات المائية والخنافس والرخويات الأخرى وأيضا الأسماك الصغيرة الروبيان.

## التكاثر
- عش الدنكلة دائما يتواجد بالقرب من المياه ويكون كبير ودائري ومجوفة داخل صدع أو شق في الصخر، وهو يتألف من الطحلب مع بعض أوراق الأشجار كالصنوبر والبلوط،تضع ثلاثة إلى ستة بيوض بيضاء اللون ابتداء بين آذار / مارس وأيار / مايو. وتربى واحد أو اثنين عادة في عش واحد.
- عندما يضطرب الصغار عادة تبللهم الأم بقطرة من الماء رغم عدم وجود ريش يغطيهم.

## الثقافة الإنسانية
- يعتبر الدنكلة (الغطاس الأبيض الحنجرة) رمز الطائر من رموز دولة النرويج تشتهر به.